# Touffreville (Calvados)
Touffréville er en kommune i departementet Calvados i regionen Basse-Normandie i det nordvestlige Frankrig.

## Eksterne kilder
- Touffréville på l'Institut géographique national Arkiveret 13. marts 2007 hos  Wayback Machine